# Rachida Brakni
Rachida Brakni (París, 15 de febrero de 1977) es una actriz francesa de cine y teatro. 

## Carrera
En 1997 se unió al teatro Comédie Française, donde ganó un Premio Molière por su actuación en Ruy Blas. En 2002 fue galardonada con el Premio César a la Actriz más Prometedora por su actuación en la película Chaos. En 2010 dirigió  Face au paradis (Frente al paraíso), una obra contemporánea escrita por la joven dramaturga francesa Nathalie Saugeon. La producción se estrenó en Théâtre Marigny en los Campos Elíseos el 26 de enero de 2010. En 2012 se unió a su esposo Eric Cantona como el rostro de la marca de moda The Kooples en una campaña publicitaria.

## Vida personal
Está casada con el jugador profesional de fútbol retirado y actual actor Éric Cantona.

## Filmografía
- 1997: Une couleur café de Henri Duparc
- 1998: Voile d'automne de Raphaël Didierjean (corto)
- 2001: Loin de André Téchiné: Nezha
- 2001: Chaos de Coline Serreau: Noémie / Malika
- 2002: Comme un avion de Marie-France Pisier: Ourdia
- 2003: Portrait caché de Jean-Louis Leconte: Pauline
- 2003: L'Outremangeur de Thierry Binisti: Elsa
- 2004: Ne quittez pas ! de Arthur Joffé: Yaëlle
- 2004: L'Enfant endormi de Yasmine Kassari: Halima
- 2005: Une belle histoire de Philippe Dajoux
- 2005: One Day in Europe de Hannes Stöhr: Rachida
- 2005: La Part animale de Sébastien Jaudeau: Claire
- 2006: On ne devrait pas exister de HPG: Rachida
- 2006: Barakat ! de Djamila Sahraoui y Cécile Vargaftig: Amel
- 2007: Lisa et le Pilote d'avion de Philippe Barassat: Lisa
- 2008: Les Bureaux de Dieu de Claire Simon: Yasmine
- 2008: Skate or Die de Miguel Courtois: Sylvie
- 2008: Secret défense de Philippe Haïm: Leïla / Chadia
- 2009: Un homme et son chien de Francis Huster: la conductrice
- 2009: Neuilly sa mère ! de Gabriel Julien-Laferrière: Djamila de Chazelle
- 2009: Une affaire d'État de Éric Valette: Nora Chahyd
- 2011: La Ligne droite de Régis Wargnier: Leïla
- 2011: Étreinte de Sébastien Jaudeau (corto): Lésia
- 2012: Les Mouvements du bassin de HPG: Marion
- 2013: Cheba Louisa de Françoise Charpiat: Djemila
- 2015: Maintenant, ils peuvent venir de Salem Brahimi: Yasmina
- 2016: De sas en sas (uniquement réalisatrice)
- 2019: Sœurs de Yamina Benguigui: Djamila
- 2022: La Cour des miracles de Hakim Zouhani y Carine May: Zahia
- 2022: Houria  de Mounia Meddour
- 2024: Una aventura en Marruecos de Susannah Grant

### Televisión
- 2002: Un jour dans la vie du cinéma français (documental) de Jean-Thomas Ceccaldi: ella misma
- 2007: La Surprise d'Alain Tasma: Claude
- 2007: Notable, donc coupable de Francis Girod y Dominique Baron: Claire Laris
- 2009: L'une chante, l'autre aussi (documental) de Olivier Nicklaus: ella misma
- 2011: L'âme du mal de Jérôme Foulon: Marion Lanski
- 2013: Silences d'État de Frédéric Berthe: Claire Ferran
- 2014-2015: Frères d'armes, serie televisada histórica de Rachid Bouchareb y Pascal Blanchard: presentación del emir   Khaled
- 2016: Les Hommes de l'ombre (temporada 3) de Fred Garson
- 2018: Illégitime de Renaud Bertrand: Leila
- 2019: Le Voyageur : La Permission de minuit: Romane Diaz
- 2020: Baron noir (temporada 3): Naïma Meziani
- 2023: Les Espions de la terreur, serie de Rodolphe Tissot